# شذاذ آفاق
«شذاذ آفاق» أو «شذاذ الآفاق» ومفرده «شاذّ الأفق» أو «شاذ الآفاق» مصطلح تحقيري في اللغة العربية أصبح مرتبطاً بالعنصرية ورهاب الأجانب والقمع السياسي يصف عادةً مجموعة من البشر الغرباء المشرذمين وقلّما يصف أفراداً منفصلين.
في اللغة العربية الفصحى الكلاسيكية كان المصطلح حيادياً يصف من يشذون عن الأفق أي من يغتربون عن أوطانهم ويتجولون وراء الآفاق، كما ورد في المعاجم.
في اللغة العربية المعيارية الحديثة في يومنا هذا يأخذ المصطلح معنى سلبياً بغرض إهانة فئات اجتماعية توصف بأنها غريبة أو مارقة أو شاذة عن الجماهير أو مختلفة عن القاعدة أو على الرأي السائد أو أقلية متطرفة حتى لو كانت من داخل البلاد، وخصوصاً المخالفون للرأي ويستخدم في الحرب النفسية والدعائية ضدهم.

## أمثلة في اللغة العربية الفصحى القديمة
- في القرن الحادي عشر الميلادي ورد في مقامات الحريري (المقامة التاسعة والعشرون الواسطية) استخدام مصطلح «شذاذ الآفاق» و«أخلاط الرفاق» لوصف المسافرين في الخان الذي نزل فيه الراوي، وفي القرن التاسع عشر شرح دساسي شذّاذ الآفاق بأنهم «الناس الذين يكونون في القوم وليسوا من قبائلهم» أي «الغرباء»، ثم أخذها عنه بطرس البستاني في معجم محيط المحيط ومنها إلى بقية معاجم اللغة العربية.[9][10][11][12]
- في القرن التاسع عشر الميلادي الجبرتي وصف سليمان الحلبي الذي اغتال قائد الحملة الفرنسية في مصر بأنه «من شذاذ الآفاق»[13][14]
- في القرن العشرين الميلادي
  - وُجدَت أمثلة عديدة في استخدام رجال الدين والكتاب العرب مصطلح «شذاذ الآفاق» لوصف
    - اليهود الذين هاجروا إلى فلسطين كما فعل بدوي طبانة[15] وزهير المارديني[16] وعلي الطنطاوي[17][18] ومحمد بن سعيد[19] ومحمد نمر الخطيب[20] وغيرهم[21][22] [23][24][25][26][27]
    - الغجر[28]
    - رواد الهجرة الأوراسية إلى شمال افريقيا[29][30][31] وإلى أمريكا الشمالية كما فعل علي محمد جريشة[32] وغيره[33]

  - وصف ناظم الطبقجلي الموالين لنظام عبد الكريم قاسم وأكثرهم من الشيوعيين بأنهم «شذاذ الآفاق»[34]
  - وصف باقر شريف القرشي الماركسيين بأنهم من «شذاذ الآفاق»[35]

## أمثلة في اللغة العربية المعيارية الحديثة
في ما يلي بعض الأمثلة لإستخدام هذا المصطلح في القرن الحادي والعشرين الميلادي
- وصف قادة سياسيون من ثار ضدهم بأنهم شذاذ آفاق منهم
  - معمر القذافي واصفاً ثوار الحرب الأهلية الليبية سنة 2011 [36][37][38]
  - عمر البشير واصفاً ثوار الاحتجاجات السودانية 2012 وبعدها اتخذها بعض المحتجين إسماً وعنوانا لهم [39][40] [41]
  - مقتدى الصدر واصفاً المحتجين عليه منذ عام 2014 والذي لما طلب منه توضيح ما يقصد بمصطلح شاذ الأفق أجاب بأنه يقصد «شاذ الفكر والعقل وقبيح المنظر ناقص الأدب» وغيرها من الألفاظ التحقيرية[42] [43][44][45]
- مجلس النواب الأردني سنة 2015 وصف داعش بأنهم «شذاذ الآفاق»[46][47]
- هيئة كبار العلماء السعودية سنة 2018 وصفت ضيوف قناة الجزيرة المعارضون للسعودية بأنهم شذاذ في الآفاق[48][49][50]
- الداعية السعودي عمر المقبل سنة 2019 وصف العاملين الأجانب بمجال الترفيه بأنهم «شذاذ الآفاق»[51][52][53]

في عام ٢٠٢٣ قال ابو عبيدة الناطق الرسمي واصفاً مجلس الحرب الاسرائيلي بانهم (شذاذ افاق)